# Arielle Dombasle
Arielle Dombasle, właściwie Arielle Sonnery de Fromental (ur. 27 kwietnia 1953 w Norwich (Connecticut), USA) – francuska aktorka, scenarzystka, reżyserka, kompozytorka i piosenkarka. Jej mężem jest filozof Bernard-Henri Lévy. W 1999 roku była nominowana do nagrody filmowej Cesar za najlepszą aktorkę drugoplanową w filmie Nuda.

## Filmografia

### reżyser
- 2023: Les Secrets de la princesse de Cadignan
- 2019: Alien Crystal Palace
- 2013: Opium
- 2009: La Traversée du Désir
- 1988: Błękitne piramidy (Les Pyramides bleues)
- 1982: Chassé-croisé

### aktorka
- 2008: Możliwość wyspy (La Possibilité d'uneîle) jako Déléguée Mexicaine
- 2008: Sagan jako Astrid
- 2006: L'Homme de ta vie jako Charlotte
- 2006: Nouvelle chance jako Bettina Fleischer
- 2006: C'est Gradiva qui vous appelle jako Leila/Gradiva
- 2005: Odwaga miłości (Le Courage d'aimer)
- 2004: Le Genre humain – 1ère partie: Les parisiens
- 2004: Albert est méchant jako Barbara Lechat
- 2004: Milady jako Milady
- 2004: Sissi – zbuntowana cesarzowa (Sissi, l'impératrice rebelle) jako Sissi
- 2004: Quand je serai star jako Diane de Montalte
- 2003: Lovely Rita, sainte patronne des cas désespérés jako panna Lecas
- 2003: Dalida, une femme dévoilée jako ona sama
- 2002: La Bataille d'Hernani jako Dona Sol
- 2002: Hideous Man
- 2002: Les Frangines jako Alix
- 2002: Deux jako Profesor Barbez
- 2001: Folle de Rachid en transit sur Mars
- 2001: Gamer' jako Valérie Fisher
- 2001: Srogie dusze (Les Âmes fortes) jako Madame Numance
- 2000: Libertyn (Le Libertin) jako Pani de Jerfeuil
- 2000: Red Shoe Diaries 18: The Game jako Mistress
- 2000: Les Eléphants de la planète Mars
- 2000: 30 ans jako Geneviève
- 2000: Vatel jako Księżniczka de Conde
- 2000: Amazonka (Amazone) jako Margot
- 1999: To nie moja wina (C'est pas ma faute) jako Vanessa Goudard
- 1999: Czas odnaleziony (Le Temps retrouvé) jako Madame de Farcy
- 1999: Asterix i Obelix kontra Cezar (Astérix et Obélix contre César) jako Mme Agecanonix (Frau Methusalix)
- 1998: Ivre mort pour la patrie jako La Mariée
- 1998: Hors jeu jako Arielle Dombasle
- 1998: Les Amis de Ninon
- 1998: Bo Ba Bu
- 1998: Nuda (L'Ennui) jako Sophnie
- 1997: Żar pustyni (Deserto di fuoco) jako Magda
- 1997: J'en suis! jako Rose Petipas
- 1997: Jeunesse jako Clémence
- 1997: Maigret et l'improbable Monsieur Owen jako Mylène Turner
- 1996: Dwóch tatusiów i mama (Les Deux papas et la maman) jako Delphine
- 1996: Trzy życia, jedna śmierć (Trois vies et une seule mort) jako Helene
- 1995: À propos de Nice, la suite
- 1995: Sto i jedna noc (Les Cent et une nuits) jako La chanteuse à la Garden-party
- 1995: Gniew aniołów (Raging Angels) jako Megan
- 1995: Anamitka (L'Annamite) jako Jeanne
- 1995: Fado majeur et mineur jako Leda
- 1995: Un bruit qui rend fou jako Sarah La Blonde
- 1994: Indianin w Paryżu (Un Indien dans la ville) jako Charlotte
- 1993: Nieobecność (L'Absence')
- 1993: Drzewo, mer i mediateka (L'Arbre, le maire et la médiathèque') jako Bérénice Beaurivage
- 1992: Pamiętnik Czerwonego Pantofelka (Red Shoe Diaries, serial TV) jako Celeste (gościnnie)
- 1992: Villa mauresque jako Sandra
- 1992: Po sezonie (Zwischensaison) jako Pani Studer
- 1991: Mémoires
- 1990: Podwójna obsesja (El Sueño del mono loco) jako Marion Derain
- 1989: W 80 dni dookoła świata (Around the World in 80 Days) jako Lucette
- 1989: Try This One for Size jako Maggie
- 1988: Błękitne piramidy (Les Pyramides bleues) jako Elise
- 1987: Jeux d'artifices jako Arielle
- 1986: Boss' Wife, The jako Louise Roalvang
- 1986: Rażące pożądanie (Flagrant désir) jako Marguerite Barnac
- 1986: Grzechy (Sins) jako Jacqueline Gore
- 1985: Los Motivos de Berta: Fantasía de Pubertad
- 1985: Vive la mariée jako Charlotte
- 1985: Lace II jako Maxine
- 1984: Koronki (Lace) jako Maxine Pascal
- 1984: Policjanci z Miami (Miami Vice, serial TV) jako Callie Basset
- 1984: Lace jako Maxine Pascal
- 1983: Paulina na plaży (Pauline à la plage) jako Marion
- 1983: La Belle captive jako Histeryczka
- 1983: Rosette sort le soir
- 1983: Sans soleil jako ona sama
- 1982: Laissé inachevé a Tokyo jako Sophie
- 1982: Chassé-croisé jako Ermine
- 1982: Piękne małżeństwo (Beau mariage, Le) jako Clarisse
- 1982: Mozart jako Nancy
- 1981: Putain d'histoire d'amour jako Antonella
- 1981: Ligeia jako Lady Ligeia Fell
- 1981: Owoce namiętności (Les Fruits de la passion) jako Nathalie
- 1981: Czarna szata mordercy (Une Robe noire pour un tueur) jako Młoda narkomanka na motorze
- 1980: Catherine de Heilbronn jako Kunigunde de Thurneck
- 1979: Tess jako Mercy Chant

## Dyskografia
- Cantate 78 (1978)
- Je te salue mari (1980)
- Nada más (1988)
- Amour symphonique (1990)
- Liberta (2000)
- Extase (2002)
- Arielle en concert (2005)
- Amor Amor (2004)
- C`est Si Bon (2006)
- Où Tu Veux (2007)
- Diva Latina (2011)
- Arielle Dombasle by Era (2013)
- French Kiss (2015)
- La Rivière Atlantique (2016)
- Les Parisiennes (2018)
- Empire (2020)
- Iconics (2024)